# エドムンド・ランドルフ
エドムンド・ジェニングス・ランドルフ（Edmund Jennings Randolph, 1753年8月10日 - 1813年9月12日）は、アメリカ合衆国の弁護士、第7代バージニア州知事、初代アメリカ合衆国司法長官、第2代アメリカ合衆国国務長官。

## 生涯
エドムンド・ランドルフはバージニア植民地ウィリアムズバーグのタゼウェル・ホールで生まれ、ウィリアム・アンド・メアリー大学で法律を学んだ。大学卒業後彼は父親ジョン・ランドルフの法律事務所で弁護士を始めた。1775年にアメリカ独立戦争が始まると、ランドルフ家の多くはイギリスに帰国したが、エドムンドはジョージ・ワシントン将軍の副官として大陸軍に加わった。
おじのペイトン・ランドルフの死に際して、土地の指定遺言執行者に指名された彼はバージニアへ行った。同地で彼は州憲法制定会議への代表に選ばれた。その後ウィリアムズバーグの市長、そして次に新しい州政府で初代州司法長官を務めた。
ランドルフは1779年に大陸会議への代表として選ばれ、1782まで同職を務めた。この期間に彼は個人的な司法問題を取り扱い、特にジョージ・ワシントンのための多数の法的問題を処理した。
ランドルフは1786年にバージニアの知事に選ばれ、同年アナポリス協定に代表団を率いヴァージニア・プランを導入した。その後彼は憲法制定会議への代表として奴隷の輸入に反対し、中央政府の強い意向の下国家の様々な部分における三人の最高行政官の計画を主張した。さらに彼は「詳細委員会」のメンバーで、憲法の最終版を仕上げる作業に関わった。しかしながらランドルフは、憲法の発効による政治形態が不十分な抑制と均衡に繋がると考え、最終版への署名を拒絶し1787年10月に反対声明を発表した。だが彼は1788年の時点で採用の必要性を感じ批准した。
彼は1789年9月に司法長官に任命された。トーマス・ジェファーソンとアレクサンダー・ハミルトンの不仲の間で彼は中立的な立場を維持した。ジェファーソンが1793年に国務長官を辞任した時、彼はその跡を継いで第2代国務長官に就任した。同職期間中に彼はフランスとイギリスの利益の間で、両方からの軽蔑を受けながらも厳密な中立を保持した。
ランドルフは1794年にロンドンへジョン・ジェイを派遣したとき職務のガイドラインを述べたが、それは無視された。ジェイが締結した条約は、ランドルフにフランスと連邦党の両方をなだめさせたが、多くは失敗した。
彼の国務長官の任期終了間際に、ピンクニーの条約の交渉は終了した。
フランスの書簡が妨害されたスキャンダルは、ランドルフの贈賄を暗示し1795年8月の辞職に結びついたとされるが、それを証明する根拠は発見されていない。
辞職後彼はヴァージニアへ戻り弁護士を再開した。彼が扱った有名な事件は1807年のアーロン・バーの反逆裁判での弁護であった。ランドルフはバージニア州クラーク郡ミルウッドの近く、カーター・ホールの自宅で死去した。